# Xã Center, Quận Butler, Nebraska
Xã Center (tiếng Anh: Center Township) là một xã thuộc quận Butler, tiểu bang Nebraska, Hoa Kỳ. Năm 2010, dân số của xã này là 200 người.